# 青森ウォーターフロント

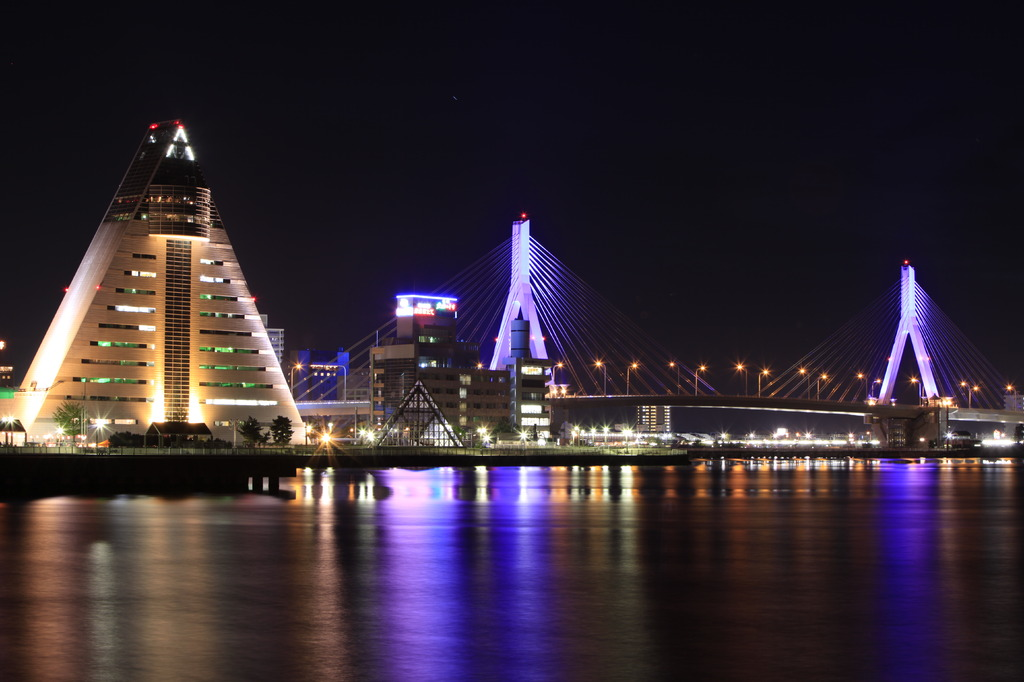
青森ウォーターフロントの夜景

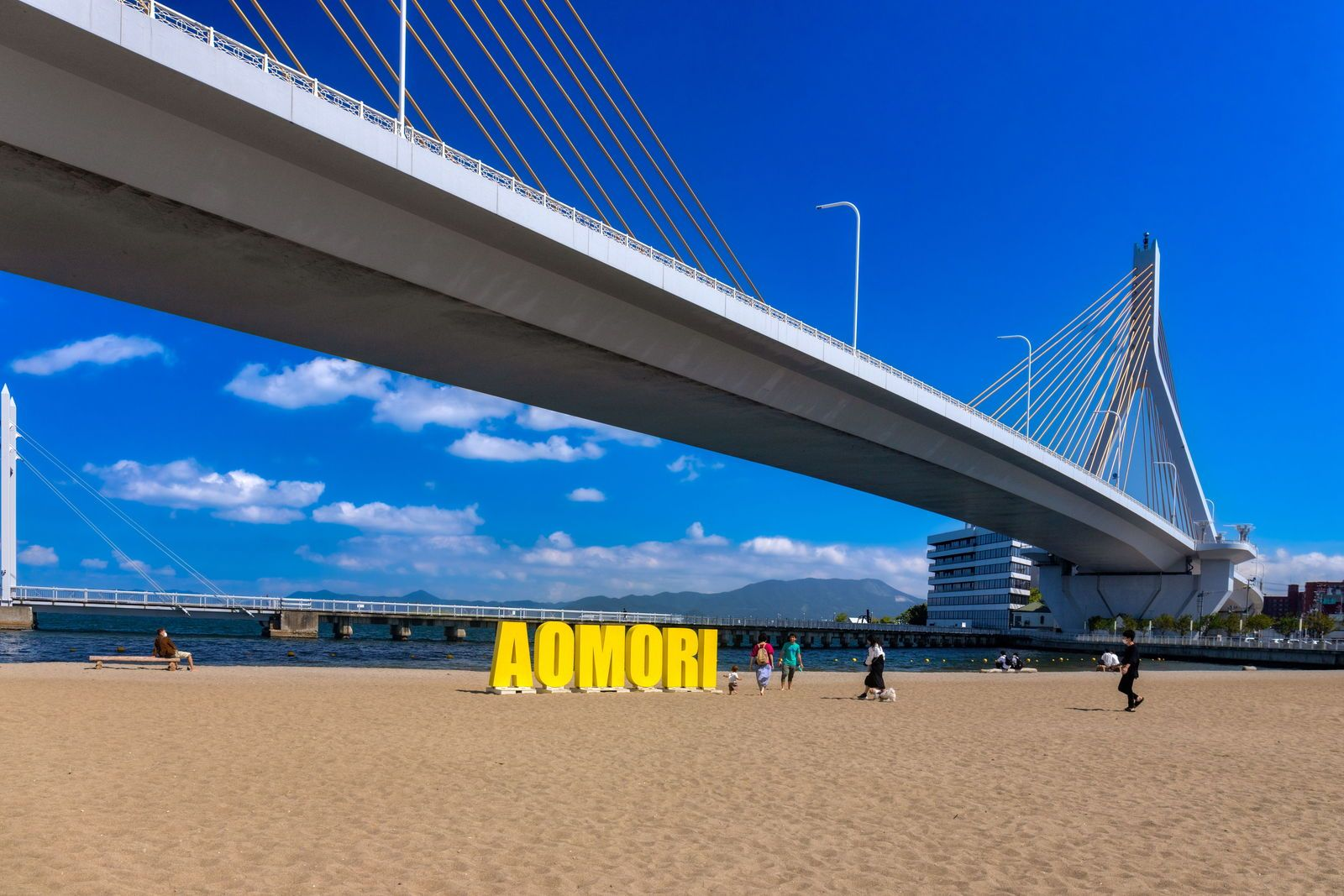
あおもり駅前ビーチ（A-BEACH）と青森ベイブリッジの風景

青森ウォーターフロント（あおもりウォーターフロント）とは、青森県青森市の地区。青森ベイエリア、青森ベイサイドとも呼ばれる。

## 概要
青森駅北東に広がる地区で、観光施設を中心に構成される。
かつて青函連絡船の引き込み線の用地として利用された場所を青函連絡船廃止前の1984年の青森県観光物産館アスパム着工を皮切りに開発を進め、現在のような形になる。
青森市の都市計画では青森駅周辺再開発において重要な位置を占めており、東北新幹線新青森駅延伸を機に、青森県産りんごを使用したシードルやジュースの加工・販売とお土産やフードの販売を兼ねた商業施設A-FACTORYと、国の重要無形民俗文化財である青森ねぶたの歴史や実際の山車を展示する観光施設ねぶたの家 ワ・ラッセを開業した。
青森ねぶた祭の最終日には青森港での海上運行と花火大会が行われたり、毎年夏に開催する「RABまつり」や「安潟ベイフェスティバル」の会場として利用されたり、イベント会場として多く活用されている。

## 主な施設
- 青森県観光物産館アスパム
- 青森ベイブリッジ
  - 上記2つの施設は、夜になるとライトアップされ、青森市有数の夜景スポットとなる。
- 青函連絡船メモリアルシップ八甲田丸
- あおもり駅前ビーチ（通称：A-BEACH）
  - 青森駅徒歩すぐそばに広がる人工ビーチ。かつての青函連絡船発着場を、海藻の再生活動や日々の清掃活動等による周辺環境の浄化・再生、親水空間の創出を目指し整備。
- A-FACTORY
- ねぶたの家 ワ・ラッセ
- 青い海公園
  - ラッセランド（夏季限定、ねぶたの山車を制作する小屋群）
- 青森ラブリッジ - ベイブリッジ下の歩道橋。
- 青森ベイ・プロムナード
  - アスパム灯台「あすぴい」まで繋がる海上の一本道。木製デッキなどもあり、青森ウォーターフロントが一望できる。夜間はライトアップもされ、夜景鑑賞にも人気。
- 青森港北防波堤西灯台（アスパム灯台）「あすぴぃ」
- 青森県水産ビル
- 青い海公園クリニック

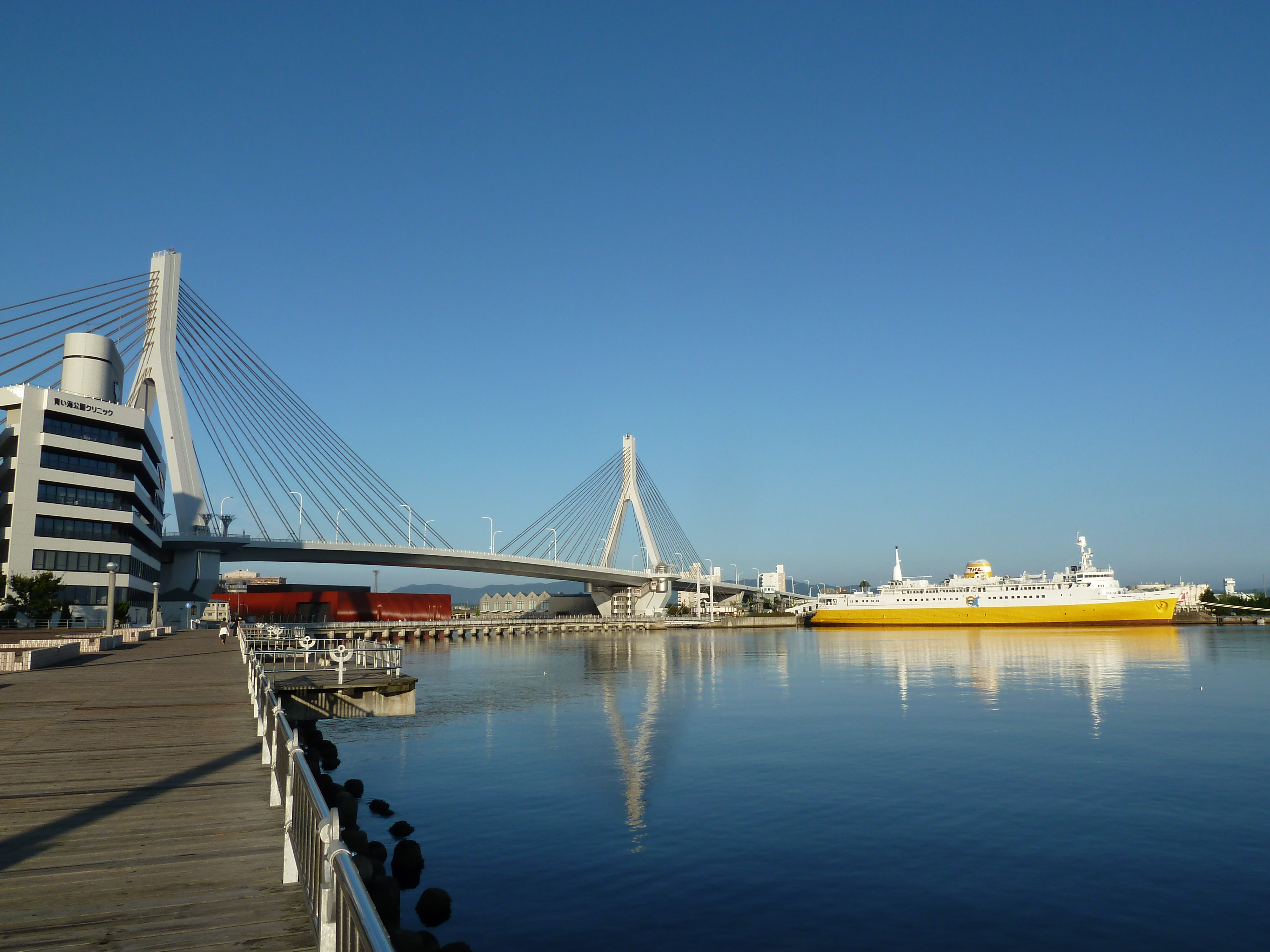
青森ベイブリッジと八甲田丸
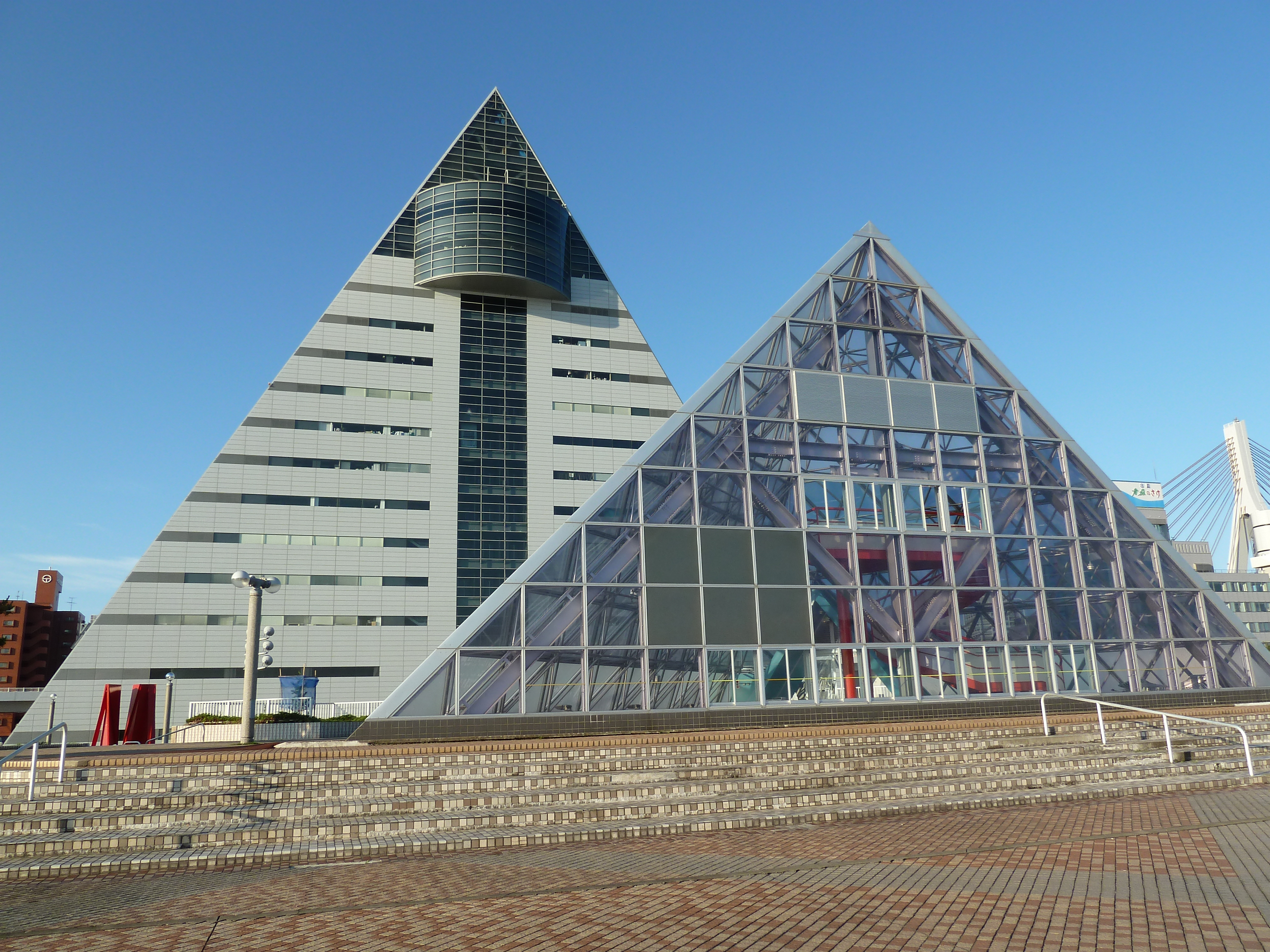
アスパム
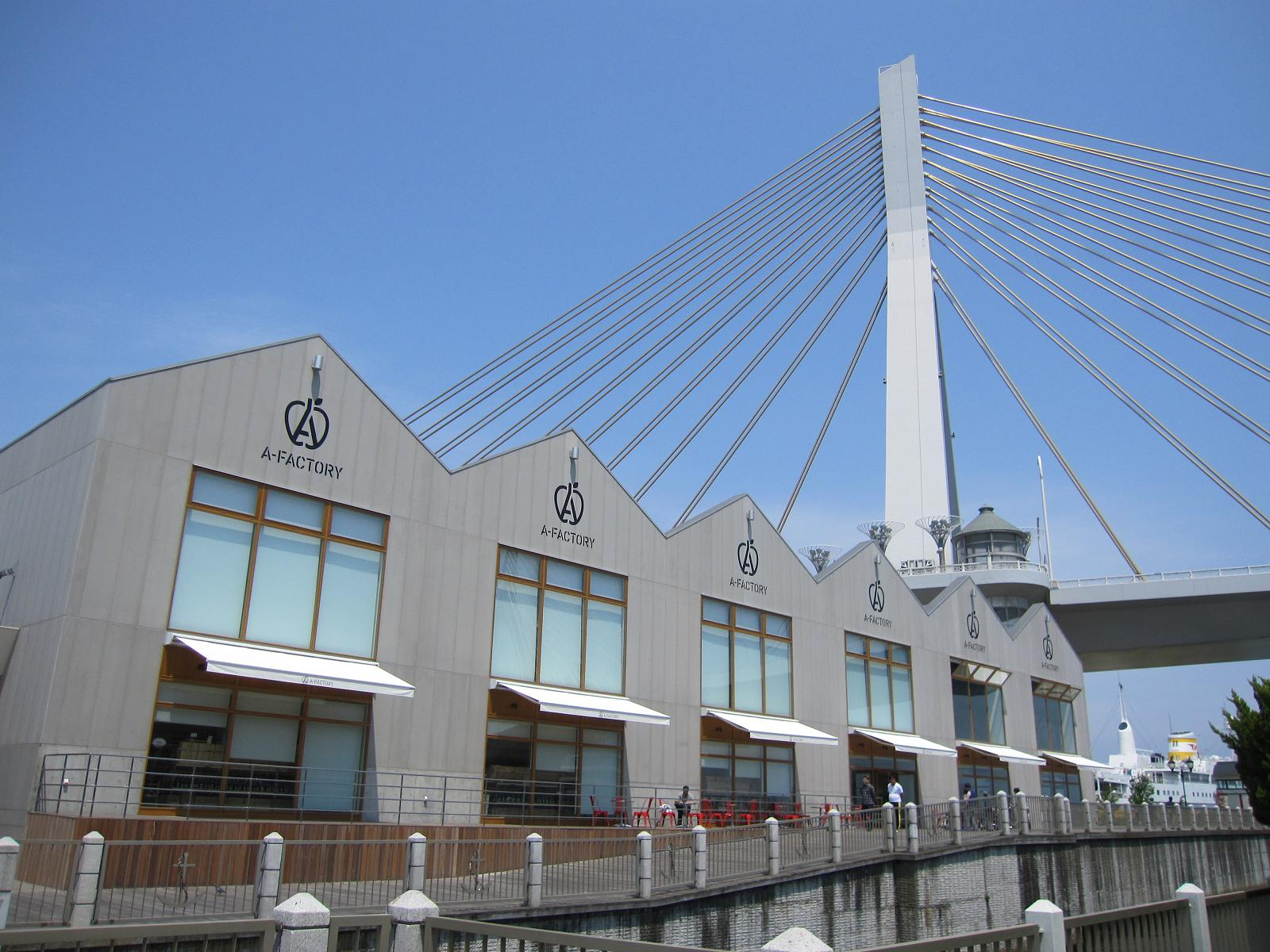
A-FACTORY
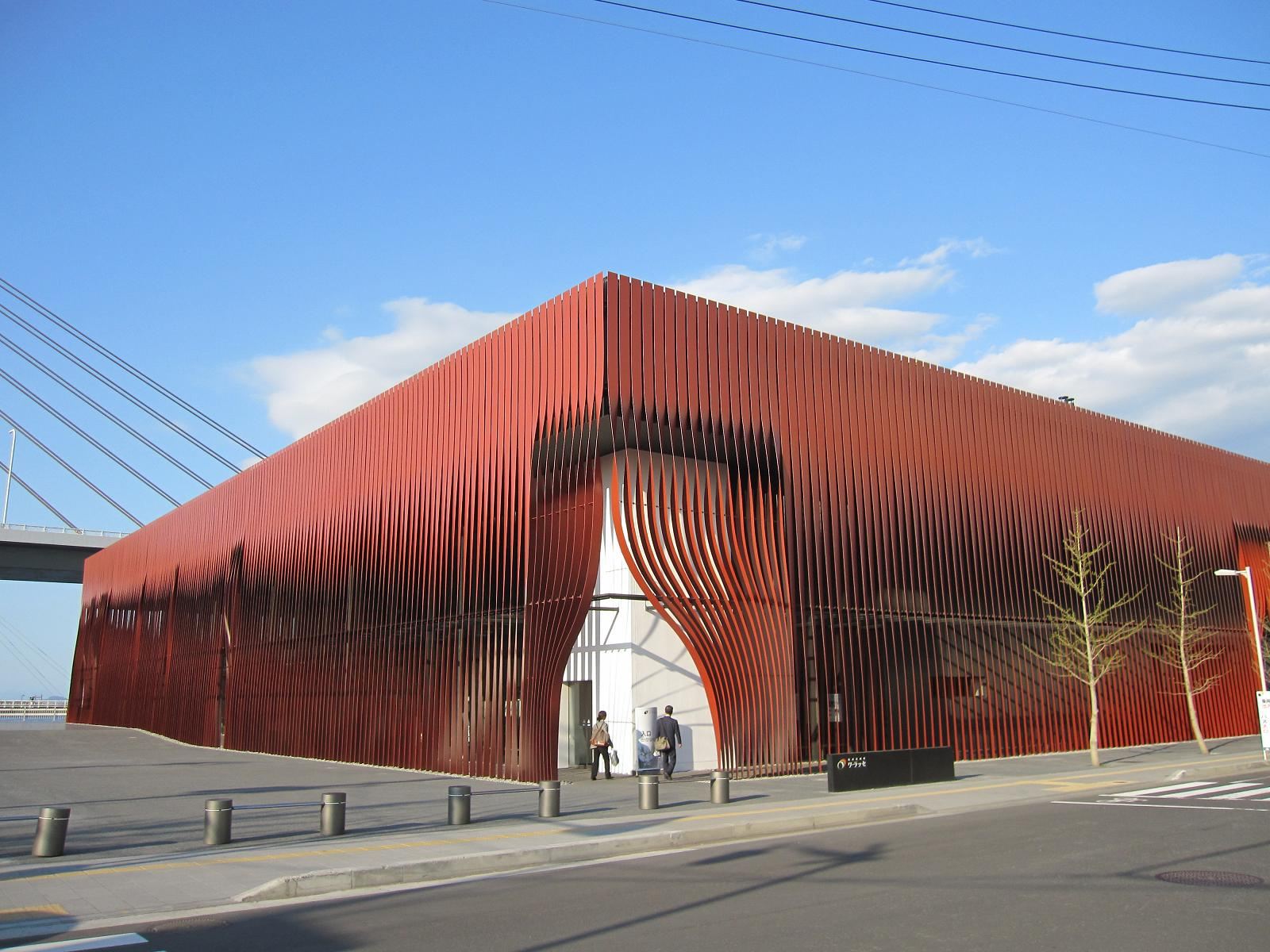
ねぶたの家 ワ･ラッセ